# Phuljhur
Phuljhur és un riu de Bangladesh, format per la unió de dos rius: el Karatoya i el Halhalia al districte de Bogra a 24° 38′ N, 89° 29′ E / 24.633°N,89.483°E. Posteriorment se li uneix el Hurasagar, el qual és una branca del riu Jamuna i una vegada units incrementen encara el cabal rebent el Baral i l'Ichamati, prop de Bera al districte de Pabna, per desaiguar finalment al Jamuna.